# Кубок Ісландії з футболу 2025
Кубок Ісландії з футболу 2025 — 66-й розіграш кубкового футбольного турніру в Ісландії. Титул захищає Акурейрі.

## Календар
| Раунд        | Дата                       | Матчі | Клуби   |
| ------------ | -------------------------- | ----- | ------- |
| Перший раунд | 28 березня – 1 квітня 2025 | 24    | 76 → 52 |
| Другий раунд | 3–14 квітня 2025           | 20    | 52 → 32 |
| 1/16 фіналу  | 17–19 квітня 2025          | 16    | 32 → 16 |
| 1/8 фіналу   | 13–15 травня 2025          | 8     | 16 → 8  |
| 1/4 фіналу   | 18–19 червня 2025          | 4     | 8 → 4   |
| 1/2 фіналу   | 1–12 липня 2025            | 2     | 4 → 2   |
| Фінал        | 22 серпня 2025             | 1     | 2 → 1   |

## 1/8 фіналу
| Команда 1      | Рахунок        | Команда 2                |
| 13 травня 2025 | 13 травня 2025 | 13 травня 2025           |
| -------------- | -------------- | ------------------------ |
| Сельфосс (2)   | 1–4            | Тор (2)                  |
| 14 травня 2025 |                |                          |
| Акранес        | 0–1            | Афтурелдінг              |
| Кеплавік (2)   | 5–2            | Вікінгур (Оулафсвік) (3) |
| КР             | 2–4            | Вестманнаейя             |
| Валюр          | 2–1            | Троттур (2)              |
| Карі (3)       | 2–3            | Стьярнан                 |
| 15 травня 2025 |                |                          |
| Акурейрі       | 2–4            | Фрам                     |
| Брєйдаблік     | 1–2            | Вестрі                   |

## 1/4 фіналу
| Команда 1      | Рахунок        | Команда 2      |
| 18 червня 2025 | 18 червня 2025 | 18 червня 2025 |
| -------------- | -------------- | -------------- |
| Вестрі         | 2–0            | Тор (2)        |
| Стьярнан       | 4–2            | Кеплавік (2)   |
| 19 червня 2025 |                |                |
| Вестманнаейя   | 0–1            | Валюр          |
| Афтурелдінг    | 0–1            | Фрам           |

## 1/2 фіналу
| Команда 1     | Рахунок      | Команда 2    |
| 1 липня 2025  | 1 липня 2025 | 1 липня 2025 |
| ------------- | ------------ | ------------ |
| Валюр         | 3–1          | Стьярнан     |
| 12 липня 2025 |              |              |
| Вестрі        | 0–0 пен. 5–3 | Фрам         |